# معاهدة المساعدة المتبادلة السوفييتية اللاتفية

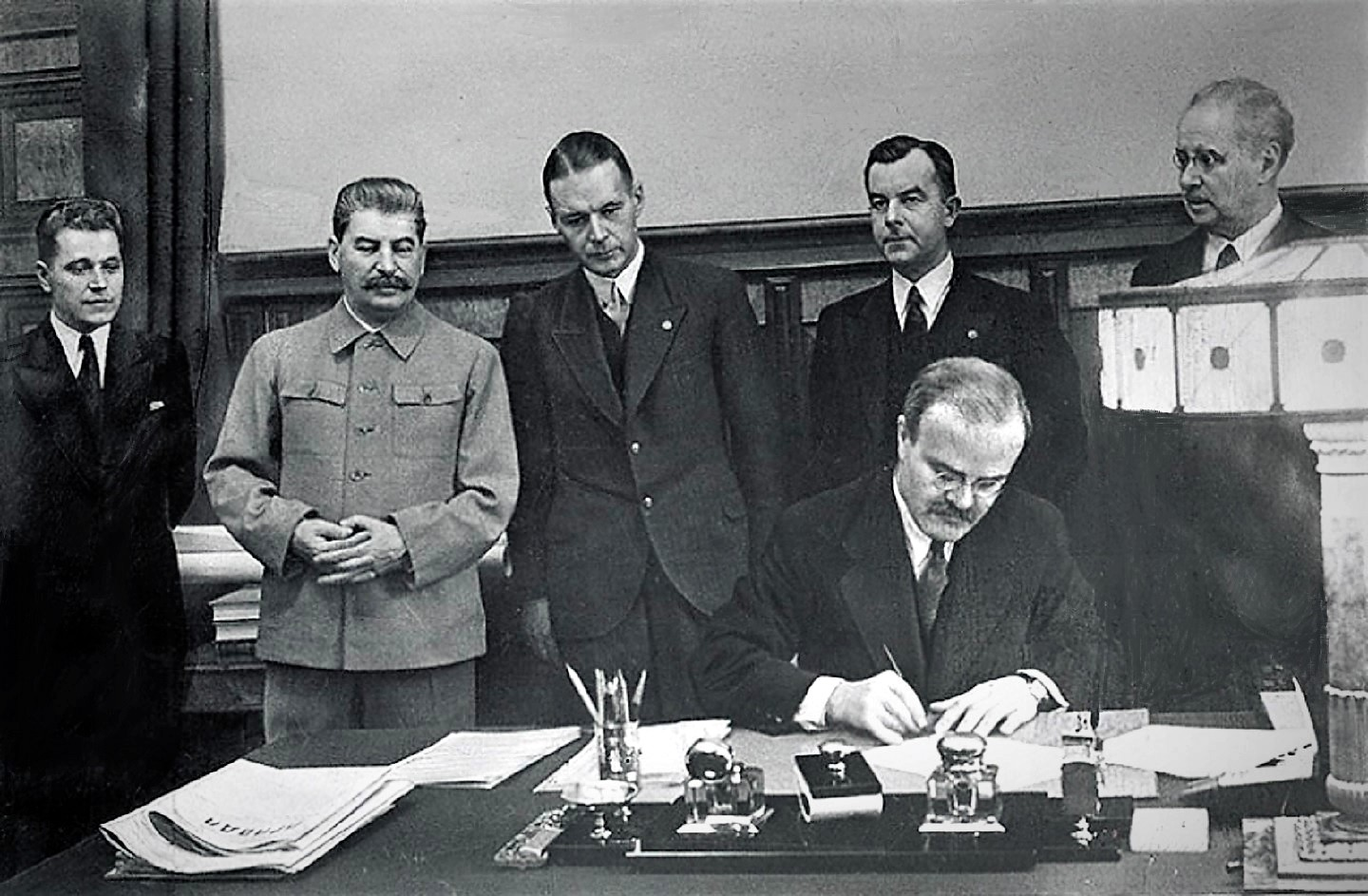
توقيع معاهدة المساعدة المتبادلة السوفييتية اللاتفية من قبل وزير خارجية الاتحاد السوفييتي فياتشيسلاف مولوتوف. يقف خلفه (من اليسار إلى اليمين): المفوض السوفييتي في لاتفيا إيفان زوتوف، أمين عام الحزب الشيوعي السوفييتي جوزيف ستالين، وزير خارجية لاتفيا فيلهلم مونترز، سفير لاتفيا في الاتحاد السوفييتي فريسيش كوسينس ، والنائب الأول للشؤون الخارجية فلاديمير بوتيومكين.

معاهدة المساعدة المتبادلة السوفيتية اللاتفية (بالروسية: Пакт о взаимопомощи между СССР и Латвийской Республикой وباللاتفية: Savstarpējās palīdzības pakts starp Latviju un PSRS) كانت معاهدة ثنائية بين الاتحاد السوفييتي ولاتفيا، وقعت في موسكو في 5 أكتوبر 1939. ألزمت المعاهدة كلا الطرفين باحترام سيادة واستقلال كل منهما، بينما سمحت عمليًا للحكومة السوفيتية بإنشاء قواعد عسكرية في لاتفيا، مما سهّل الغزو السوفيتي للبلاد في يونيو 1940.
وقع عليها وزير خارجية لاتفيا فيلهلمس مونترز والمفوض السوفييتي للشؤون الخارجية فياتشيسلاف مولوتوف. وتم تبادل التصديقات في ريغا في 11 أكتوبر/تشرين الأول 1939، وأصبحت المعاهدة سارية المفعول في اليوم نفسه. وقد سجلت في سلسلة معاهدات عصبة الأمم في 6 نوفمبر 1939.

## خلفية
في 23 أغسطس 1939، أكد الاتحاد السوفييتي سيطرته على دول البلطيق من خلال ميثاق مولوتوف-ريبنتروب. قام السوفييت بغزو بولندا في 17 سبتمبر، واختتموا العمليات في 6 أكتوبر. بعد احتلال شرق بولندا، ضغط السوفييت على فنلندا ودول البلطيق لإبرام معاهدات المساعدة المتبادلة. أثار السوفييت تساؤلات حول حياد إستونيا بعد هروب غواصة بولندية في 18 سبتمبر. وبعد أسبوع، في 24 سبتمبر/أيلول، تلقى وزير الخارجية الإستوني كارل سيلتر إنذاراً نهائياً في موسكو. بعد أربعة أيام من المفاوضات، لم يكن أمام الإستونيين أي خيار سوى قبول القواعد البحرية والجوية والعسكرية. قدر عدد القوات السوفيتية في إستونيا بـ 25 ألف جندي. تم توقيع معاهدة المساعدة المتبادلة في 28 سبتمبر.  ونتيجة لذلك، سرعان ما خضعت دولتان أخريان من دول البلطيق للضغوط السوفييتية.

## مواد المعاهدة
- تنص المادة الأولى على التعاون العسكري بين الأطراف في حالة تعرضها لهجوم من قبل طرف ثالث.
- المادة الثانية تلزم الحكومة السوفييتية بمساعدة الحكومة اللاتفية في توفير الأسلحة.
- سمحت المادة الثالثة للحكومة السوفيتية بإنشاء قواعد عسكرية وبحرية على الأراضي اللاتفية.
- المادة الرابعة تلزم الحكومتين السوفييتية واللاتفية بعدم الدخول في تحالفات عسكرية ضد الطرف الآخر.
- ونصت المادة الخامسة على أن المعاهدة لا تؤثر على النظام السياسي والاقتصادي وسيادة الطرفين. وقد نصت الاتفاقية بشكل واضح على أن المناطق التي كان من المقرر إنشاء القواعد السوفيتية فيها يجب أن تظل جزءًا من لاتفيا.
- وتطرقت المادة السادسة إلى التصديق، ونصت على أن المعاهدة تظل سارية المفعول لمدة عشر سنوات، مع إمكانية تمديدها لمدة عشر سنوات أخرى.

## العواقب
وفي الخامس من أكتوبر/تشرين الأول، دعيت فنلندا للمشاركة في مفاوضات مماثلة. وعلى النقيض من دول البلطيق، استمرت المفاوضات الفنلندية السوفيتية لأسابيع دون التوصل إلى نتائج. غزا السوفييت فنلندا في 30 نوفمبر.
في صباح يوم 15 يونيو 1940، نفذت قوات مفوضية الشعب السوفيتية هجومًا على مراكز الحدود اللاتفية، مما أسفر عن مقتل 5 أشخاص واحتجاز 37 آخرين كرهائن. وفي اليوم التالي اتهم الاتحاد السوفييتي لاتفيا بانتهاك معاهدة المساعدة المتبادلة وطالب بتشكيل حكومة جديدة وسمح بدخول عدد غير محدود من القوات السوفييتية إلى البلاد. أعطيت لاتفيا 6 ساعات للرد على الإنذار النهائي، ونظراً للظروف فقد وافقت على المطالب السوفييتية. 

### الاستشهادات
1. ↑  The Three Occupations of Latvia 1940–1991 (PDF). Riga: Museum of Occupation of Latvia. 2005. ص. 13. ISBN:9984-9613-8-9. مؤرشف من الأصل (PDF) في 2021-03-30. اطلع عليه بتاريخ 2018-02-06.

## روابط خارجية
- نص المعاهدة